# Type 77 (teška strojnica)
Type 77 je kineska teška strojnica kalibra 12,7×108 mm. Predstavlja nasljednika modela Type 54 istog kalibra a nastao je relativno, pred kraj hladnog rata. Namijenjen je borbi protiv letjelica u niskom letu te lakih oklopnih vozila.

## Povijest
Komunistička Kina je tijekom hladnog rata koristila povlastice vezane uz bliske odnose sa Sovjetskim Savezom. Neke od njih bile su da je zemlja bila prioritetni kupac pri sovjetskom izvozu oružja. Također, tijekom tog razdoblja, većina kineske vojne opreme bila je ustvari klon sovjetske tehnike. Jedan od njih je i Type 77 koji koristi isto streljivo i lance s metcima kao i DŠK.
Ima tešku cijev te se može postavljati na tronožac s kojim zajedno teži 56,3 kg (što je uvelike manje od Type 54 ili DŠK). Isto tako, može se postavljati i na vojna vozila. Strojnica je opremljena s optikom pogodnom za zračne i kopnene ciljeve.
U kineskoj vojsci je prihvaćen 1977. dok je s masovnom proizvodnjom započeo 1980. godine. Ipak, vojska nije bila zadovljna njime jer ga je nakon svega pet godina zamijenio moderniji W85.

## Korisnici
- NR Kina: strojnica je proizvedena u velikoj količini za potrebe kineske narodno-oslobodilačke armije.[1]
- Kambodža[1]

## Vidjeti također
- W85
- DŠK
- NSV
- M2 Browning
- CIS 50MG

## Vanjske poveznice
- INDIGENOUS MACHINE GUNS OF CHINA: PART TWO – HEAVY MACHINE GUNS  Arhivirana inačica izvorne stranice od 7. veljače 2019. (Wayback Machine)
- Type 77 heavy machine gun (PR China)
- TYPE 77